# Oedothorax usitatus
Oedothorax usitatus là một loài nhện trong họ Linyphiidae.
Loài này thuộc chi Oedothorax. Oedothorax usitatus được miêu tả năm 1986 bởi Rudy Jocqué & Scharff.